# Mecanismes d'aplicació conjunta
Els Mecanismes d'Aplicació Conjunta(AC) són una de les eines previstes en el Protocol de Kioto de la Convenció Marc de les Nacions Unides sobre el Canvi Climàtic per tal d'assolir la limitació o reducció de les emissions de gasos amb efecte d'hivernacle per part dels països industrialitzats.
El mecanisme consisteix en el finançament, per part de països industrialitzats (inclosos a l'Annex I), de projectes que redueixin les emissions en altres països industrialitzats. Els països receptors són països en economies de transició de mercat (com l'Europa Oriental o els que conformaven l'antiga Unió Soviètica), en els quals resulten menys costoses les inversions dutes a terme per a reduir les emissions de gasos amb efecte d'hivernacle. El país inversor obté crèdits anomenats Unitats de Reducció d'Emissions (URE), que podrà aplicar directament als seus objectius dé reducció i limitació d'emissions. Per altra banda, el país receptor es beneficia de les inversions en tecnologies netes en el seu territori.
Els AC poden ser duts a terme per organismes públics o privats. Són una eina que, juntament amb el Mecanisme de Desenvolupament Net (CDM) i el comerç internacional de drets d'emissió, constitueixen els mecanismes flexibles establerts al Protocol de Kyoto per facilitar l'assoliment dels objectius de reducció i limitació d'emissions dels països de l'annex I.
El funcionament del Mecanisme d'Aplicació Conjunta és similar al del Mecanisme de Desenvolupament Net. Per a dur-se a terme, cal que els països industrialitzats compleixin els requisits previstos en el Protocol pel que fa a la presentació d'inventaris precisos d'emissions de gasos amb efecte d'hivernacle i registres detallats d'unitats i crèdits d'emissió. Un cop reunits aquests requisits, els països poden realitzar projectes i rebre crèdits des de l'any 2008.